# Teatro de La Ranchería
El Teatro de la Ranchería fue el segundo teatro estable de Buenos Aires ubicado en la esquina de las entonces calles San Carlos y San José, actualmente Alsina y Perú.

## Historia
El 30 de noviembre de 1783 el virrey Juan José de Vértiz y Salcedo mandó crear en Buenos Aires una casa de comedias. En los fundamentos de la medida dispuesta, decía el virrey, refiriéndose al teatro que “no solo lo conceptúan muchos políticos como una de las mejores escuelas para las costumbres, para el idioma y para la urbanidad general, sino que es conveniente en esta ciudad que carece de diversiones públicas”.
La sala, que fue la primera que existió en Buenos Aires, se levantó en la esquina de las calles San Carlos y San José, actuales calles  Alsina y  Perú, y se la conoció como Teatro de La Ranchería. 
La sala se la habilitó en forma provisoria en lo que era un galpón de depósito, con la idea de construir más tarde un recinto definitivo, pero ese proyecto nunca se llegó a concretar. Juan María Gutiérrez, en el tomo 7 de la Revista de Buenos Aires, dice: “La casa de comedias se construyó bajo un humildísimo techo de paja en  La Ranchería (…) [el terreno] pertenecía primitivamente a los  P.P. de Jesús y [era] lugar de depósito de los frutos y productos de sus  misiones.” 
Desde un principio bastante humilde y cuestionada, la sala, poco a poco se fue transformando en el centro de la actividad lírica y teatral de la ciudad, gracias a la buena elección de obras y autores de la lírica y el teatro clásico español.
Además de la excepción de los días festivos, una vez a la semana, los domingos, entre las 16 y las 19:30 hs., el teatro abría sus puertas para albergar a los ciudadanos, es decir los integrantes de la burguesía porteña, que concurrían al teatro para asistir a veladas de ópera o a disfrutar de las obras de teatro. Se representaron obras de Lope de Vega, entre los más destacados y del porteño  Lavardén. Éste se consagró en 1789, cuando presentó en el Teatro de La Ranchería su tragedia en verso Siripo, primera obra de teatro de tema no religioso escrita en el territorio de la actual Argentina. Como complemento de los dramas y comedias, se ofrecían tonadillas –como se hacía por la época en España– que cantaban las actrices y los actores con acompañamiento de guitarra y concluían con el baile de  boleras y seguidillas.
Como una forma de publicidad, en la botica de Los Angelitos, en la esquina de las calles San Pedro y San Carlos, actuales calles  Chacabuco y Alsina se ponía un farol que servía para anunciar las funciones.
En la sala del teatro, en 1788, debutó la actriz María Mercedes González y Benavides, que al momento se hallaba viuda y era madre de tres hijos. El padre de María Mercedes, descontento con el oficio elegido por su hija, se presentó ante la justicia para impedirle que actúe ante el público porque según él, actuando, su hija , "no sólo echa sobre sí la nota de infamia sino que la hace trascender a todos sus parientes". El pedido del padre fue aceptado, pero, después de seis meses de apelaciones de ambas partes, finalmente se falló en favor de la hija.
Durante la época de carnaval, después que el teatro quedaba inactivo, se realizaban en la sala los famosos Bailes Populares de Carnaval, a los que acudía el público disfrazado a bailar la danza favorita de la época: el fandango. 
El Teatro de La Ranchería permaneció hasta 1792, cuando un incendio lo destruyó por completo. Juan María Gutiérrez, en el texto antes citado dice que “se incendió en la noche del 16 de agosto de 1792, con uno de los cohetes disparados desde el atrio de la iglesia de San Juan Bautista del convento de Capuchinas, cuya colocación se celebraba. Algunos comentarios piadosos debieron hacer las madres y sus capellanes sobre aquel fuego del Cielo que reducía a cenizas la casa del error y de los placeres mundanos”. Lo cierto es que nunca se supo bien si fue un accidente o un atentado. Es de destacar que la jerarquía católica no veía con mucha simpatía la presencia del teatro, por considerarlo pecaminoso, ni compartía la política progresista del virrey Vértiz quien, además, había introducido la imprenta en la ciudad. 
Para homenajear permanentemente al Teatro de La Ranchería, cada 30 de noviembre, día de su inauguración, se celebra en Argentina el “Día del Teatro Nacional”. También a modo de homenaje, el centro cultural de la municipalidad de la ciudad de Junín, Argentina, también lleva el nombre del primer coliseo argentino, véase  Teatro de la Ranchería.

## Enlaces
- La recreación, en Olimpiadas Nacionales de Contenidos Educativos en Internet.

- Teatro, en www.argentina.gob.ar

- Un Barrio Prócer, por  Marinha Villalobos, para El Portal del Tango.

- Del Teatro de la Ranchería al Teatro de Verano, Periódico Nuevo Ciclo]

- Datos: Q97369404